# Reunión de Alto Nivel de las Naciones Unidas para la Prevención y el Control de las Enfermedades No Transmisibles
La Organización Mundial de la Salud decidió convocar el 19 y 20 de septiembre de 2011 una Reunión de Alto Nivel de las Naciones Unidas para la Prevención y el Control de las Enfermedades No Transmisibles.

## Celebración
El 13 de mayo de 2010 la Asamblea General de las Naciones Unidas en la Resolución 64/265 decide convocar el 19 y 20 de septiembre de 2011 una Reunión de Alto Nivel de las Naciones Unidas para la Prevención y el Control de las Enfermedades No Transmisibles.

Las cuatro principales enfermedades no transmisibles - enfermedades cardiovasculares, cáncer, enfermedades pulmonares crónicas y diabetes - se cobran las vidas de tres de cada cinco personas en todo el mundo y causan grandes daños socioeconómicos en todos los países, en particular los países en desarrollo.

La decisión de la Asamblea General de las Naciones Unidas de convocar una Reunión de Alto Nivel para la Prevención y el Control de las Enfermedades No Transmisibles brinda una oportunidad única para que la comunidad internacional tome medidas contra la epidemia, salve millones de vidas y mejore las iniciativas de desarrollo.
La Reunión de Alto Nivel abordará la prevención y el control de las enfermedades no transmisibles a nivel mundial, prestando especial atención a los problemas de desarrollo y de otra índole que plantean esas enfermedades, así como a sus repercusiones sociales y económicas, en particular para los países en desarrollo.

La OMS ha facilitado las consultas regionales de los Estados Miembros para que los gobiernos tengan la oportunidad de contribuir a la reunión, en particular, mediante la identificación de los retos que plantean las enfermedades no transmisibles en sus países y de las medidas que existen para empezar a invertir la epidemia.
Organización Mundial de la Salud

### Reunión de alto nivel de las Naciones Unidas sobre las ENT, 2011
Quiénes se propone que asistan: delegaciones nacionales integradas por:

◊ Jefes de Estado y de Gobierno

◊ Parlamentarios

◊ Ministros de Asuntos Exteriores y de Salud

◊ Representantes de la sociedad civil

Cómo participar:
  
◊ Reuniones plenarias: se celebrarán tres reuniones plenarias que brindarán a los dirigentes mundiales una plataforma desde la que difundir las enseñanzas aprendidas y destacar las estrategias nacionales.

◊ Mesas redondas: se organizarán tres mesas redondas para fomentar el intercambio de experiencias y la cooperación internacional.

◊ Actos paralelos: tendrán lugar numerosos actos paralelos para debatir diversas cuestiones que están en el primer plano de la lucha contra las ENT.

Mesas redondas

Habrá tres mesas redondas temáticas, que se celebrarán simultáneamente a las reuniones 
plenarias, en las que se abordarán los siguientes temas:

- Mesa redonda 1 (19 de septiembre de 2011, 10.00–13.00, Sala del ECOSOC)
La creciente incidencia de las enfermedades no transmisibles, los problemas de desarrollo y de otra índole que plantean, sus repercusiones sociales y económicas y sus factores de riesgo.
- Mesa redonda 2 (19 de septiembre de 2011, 15.00-18.00, Sala del ECOSOC)
Fortalecimiento de la capacidad nacional, así como de las políticas pertinentes, para ocuparse de la prevención y el control de las enfermedades no transmisibles.
- Mesa redonda 3 (20 de septiembre de 2011, 10.00-13.00, Sala del ECOSOC)
Fomento de la cooperación internacional, así como de la coordinación, para hacer frente a las enfermedades no transmisibles.

En cada mesa redonda participarán Estados miembros, observadores y representantes de 
entidades del sistema de las Naciones Unidas, la sociedad civil y el sector privado.
En http://www.who.int/ncd se pondrá a disposición una nota conceptual para cada mesa redonda, así como los documentos de debate correspondientes. 
| Reunión de Alto Nivel de las Naciones Unidas para la Prevención y el Control de las Enfermedades No Transmisibles | Reunión de Alto Nivel de las Naciones Unidas para la Prevención y el Control de las Enfermedades No Transmisibles |
| --- | --- |
| 36 MILLONES de personas mueren cada año por ENT. | |
| 63% de la mortalidad mundial se debe a ENT. | |
| 4 X 4 Cuatro tipos de enfermedades no transmisibles -enfermedades cardiovasculares, diabetes, cáncer y enfermedades respiratorias crónicas- constituyen las principales causas de mortalidad en la mayoría de los países. Esas cuatro ENT pueden prevenirse en gran medida con intervenciones dirigidas contra cuatro factores de riesgo de dichas enfermedades: consumo de tabaco, dietas malsanas, inactividad física y uso nocivo del alcohol. | |
| 9 MILLONES Grave falta de acceso a los alimentos con exceso de mortalidad, malnutrición muy elevada y en aumento y despojo irreversible de los activos que conforman los medios de subsistencia. | |
| 90% de esas defunciones prematuras por ENT se producen en los países en desarrollo. | |
| 58% (6%) Entre las mujeres, las muertes prematuras por ENT se sitúan entre máximos del 58%, en los países de ingresos bajos, y mínimos del 6%, en los de ingresos altos, lo que se traduce en desigualdades crecientes entre países y entre poblaciones. | |
| 2/3 + 1/3 La ejecución de intervenciones costoeficaces de reducción de los factores de riesgo de las ENT contribuirá a dos terceras partes de la reducción de la mortalidad prematura. Además, unos sistemas de salud que respondan más eficaz y equitativamente a las necesidades de atención sanitaria de las personas con ENT pueden propiciar una reducción adicional de entre una tercera parte y la mitad de la mortalidad prematura.       | |
| CENTIOS DE MILES DE MILLONES DE DÓLARES Es el costo estimado de la inacción por las pérdidas actuales de producto nacional de los países en desarrollo como consecuencia de las ENT y de una fuerza laboral menguante que limita el crecimiento económico. | |
| US$ 1–3 Es el costo anual per cápita estimado de la ejecución de intervenciones esenciales contra las ENT en entornos de ingresos bajos. | |

### Unidos contra las enfermedades no transmisibles
Unidos contra las enfermedades no transmisibles

Vídeo - 00:01:20 [wmv]

Vídeo (YouTube)

### Información
Programa de la reunión

Sesiones plenarias
Folleto descriptivo
 
pdf, 840kb
Página web de las Naciones Unidas

### 4 factores de riesgo - 4 enfermedades
Tabaquismo

Obesidad y sobrepeso

Actividad física

Consumo de bebidas alcohólicas
Enfermedades cardiovasculares

Diabetes

Cáncer

Enfermedad pulmonar obstructiva crónica (EPOC)

### Reuniones anteriores
Foro Mundial OMS 2011: Afrontemos el reto de las enfermedades no transmisibles
 
27 de abril de 2011
Primera conferencia ministerial mundial sobre modos de vida sanos y lucha contra las enfermedades no transmisibles
 
28-29 de abril de 2011

### Boletín de la OMS
Medidas contra las enfermedades no transmisibles: hacia un equilibrio de las prioridades de prevención y tratamiento
El desarrollo en peligro: la reunión de alto nivel de las Naciones Unidas se ocupará de las enfermedades no transmisibles

### Enfermedades no transmisibles: perfiles de países 2011
Enfermedades no transmisibles: perfiles de países 2011

## Programa

### Sesiones plenarias
Resumen de la sesiones plenarias en inglés
Lunes, 19 de septiembre de 2011
- de las 9.00 a las 10.00 horas - Sesión plenaria de apertura (vídeo) en inglés
- de las 10.00 a las 13.00 horas - Sesión plenaria (vídeo) en inglés
- de las 15.00 a las 18.00 horas - Sesión plenaria (parte 1 vídeo) en inglés y (parte 2 vídeo) en inglés

Martes, 20 de septiembre de 2011
Resumen de la sesión plenaria en inglés
- de las 15.00 a las 16.00 horas - Sesión plenaria de clausura (vídeo) en inglés

### Mesas redondas
Resumen de la mesa redonda 1 en inglés y Resumen de la mesa redonda 2 en inglés y Resumen de la mesa redonda 3 en inglés
Lunes, 19 de septiembre de 2011
- de las 10.00 a las 13.00 horas - Mesa redonda 1 (vídeo) en inglés
- de las 15.00 a las 18.00 horas - Mesa redonda 2 (vídeo) en inglés

Martes, 20 de septiembre de 2011
- de las 10.00 a las 13.00 horas - Mesa redonda 3 (vídeo) en inglés

Se organizarán tres mesas redondas: la primera y segunda se celebrarán simultáneamente con las reuniones plenarias el 19 de septiembre de 2011 y la tercera el 20 de septiembre de 2011. Las mesas redondas temáticas abordarán los siguientes temas:
- Mesa redonda 1 (vídeo) en inglés: La creciente incidencia de las enfermedades no transmisibles, los problemas de desarrollo y de otra índole que plantean, sus repercusiones sociales y económicas y sus factores de riesgo;
- Mesa redonda 2 (vídeo) en inglés: Fortalecimiento de la capacidad nacional, así como de las políticas pertinentes, para ocuparse de la prevención y el control de las enfermedades no transmisibles;
- Mesa redonda 3 (vídeo) en inglés: Fomento de la cooperación internacional, así como de la coordinación, para hacer frente a las enfermedades no transmisibles;

A fin de que los debates sean interactivos y de fondo, en cada mesa redonda participarán Estados miembros, observadores y representantes de las entidades del sistema de las Naciones Unidas, la sociedad civil y el sector privado; no habrá lista de oradores.
El 20 de septiembre se celebrará una reunión plenaria de clausura en la que los Presidentes de las mesas redondas presentarán los resúmenes de los debates y se aprobará un documento final conciso y orientado a la acción.